# Val Fondillo
La val Fondillo è una valle montana situata nel territorio comunale di Opi (AQ), in Abruzzo. Nel 2017 è stata riconosciuta patrimonio dell'umanità dell'UNESCO unitamente alle faggete vetuste del parco nazionale d'Abruzzo, Lazio e Molise in seno alle foreste primordiali dei faggi dei Carpazi e di altre regioni d'Europa.

## Descrizione

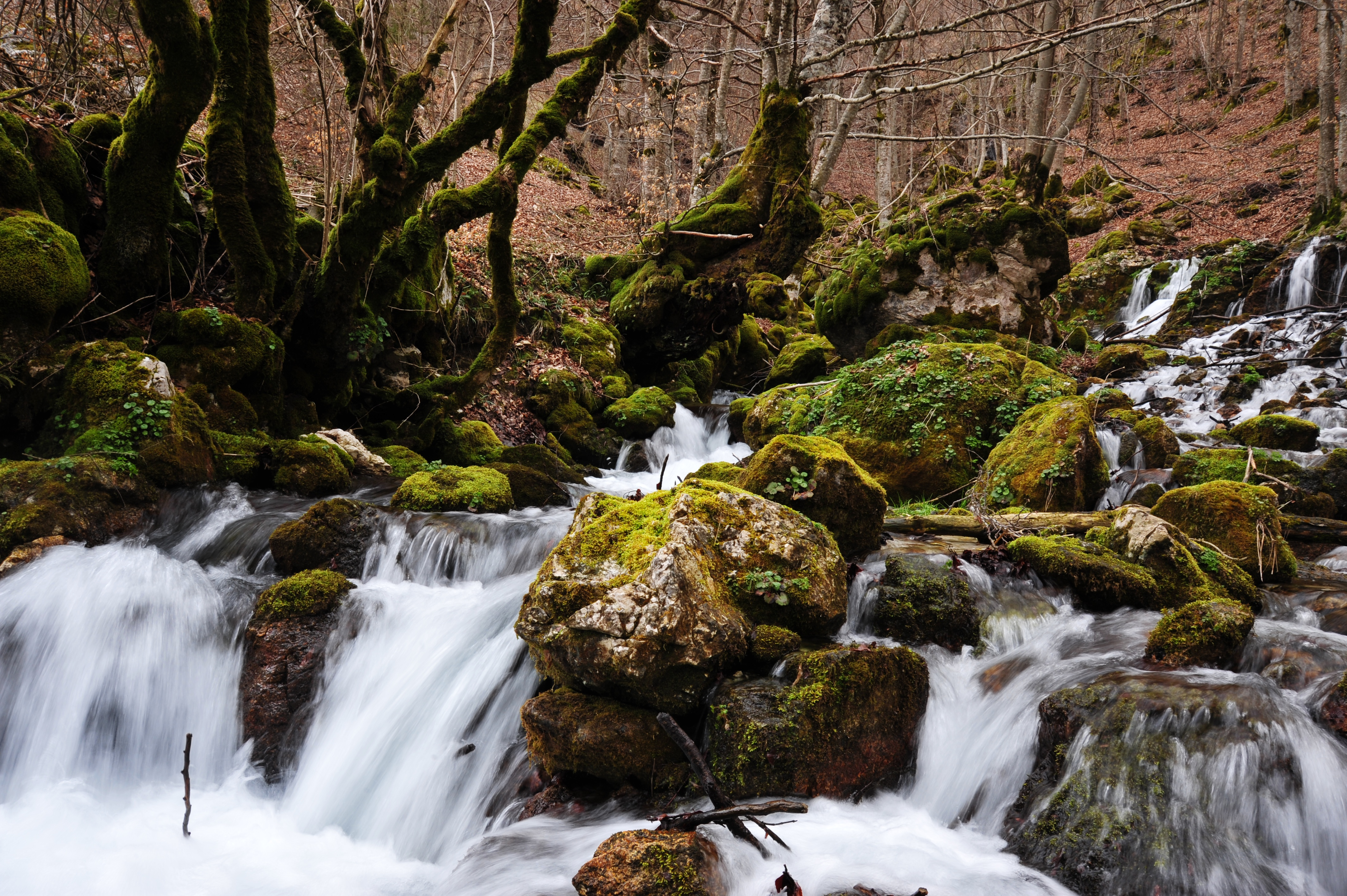
Una sorgente della val Fondillo

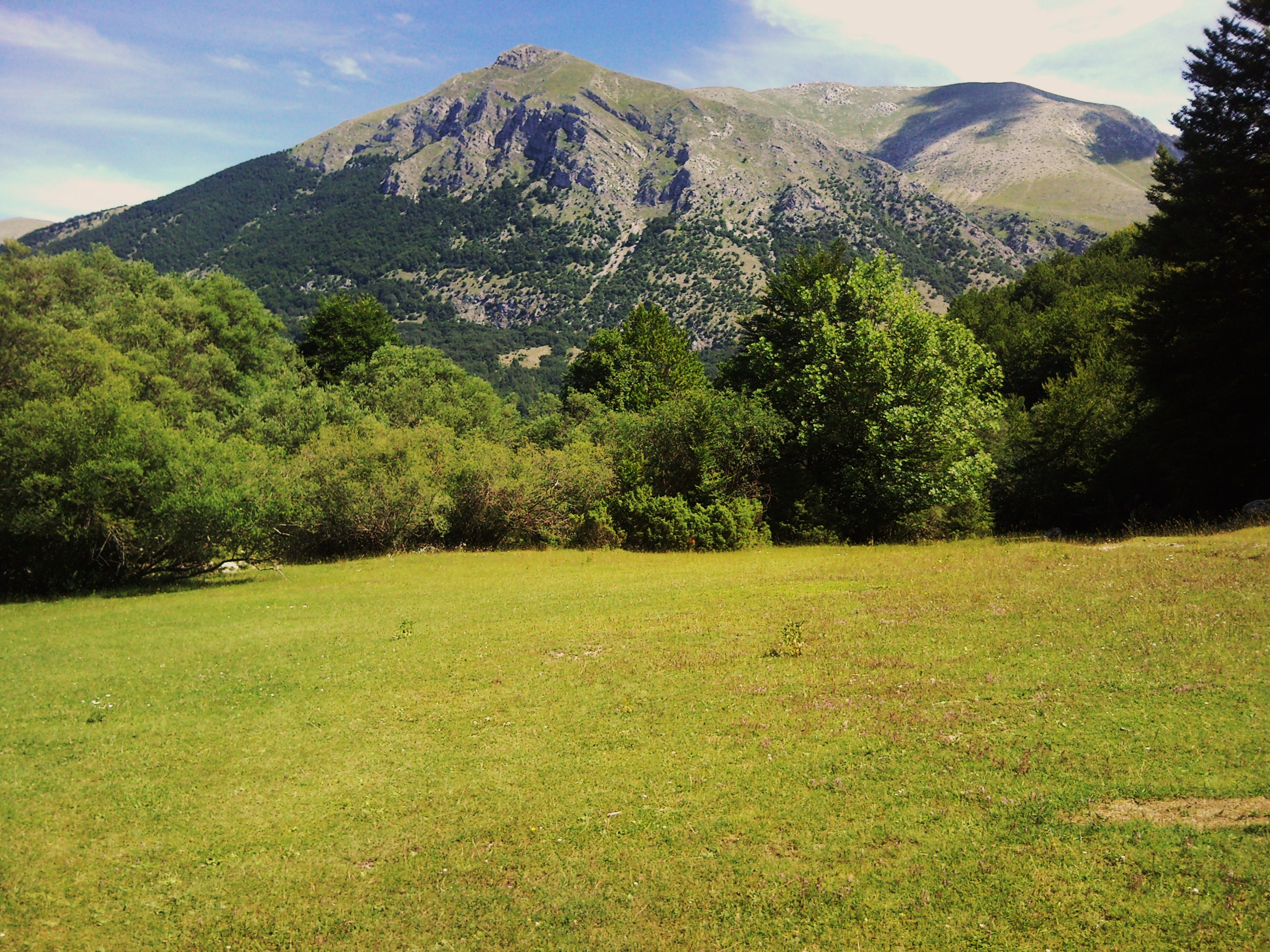
Veduta del monte Marsicano dalla valle

La valle montana è situata nell'area protetta del parco nazionale d'Abruzzo, Lazio e Molise nel territorio montano di Opi, sul versante marsicano dell'Alto Sangro, in Abruzzo. L'anfiteatro naturale si apre tra il monte Marsicano, il monte Amaro, il monte Dubbio e la catena montuosa di Serra delle Gravare, caratterizzata da evidenti tracce dell'ultimo glacialismo durante il periodo del Quaternario.
L'altitudine varia dai 1084 ai 1960 m s.l.m.
L'area si caratterizza per la presenza di radure, piccole caverne e di alcuni torrenti come il Fondillo, che sgorga nei pressi della grotta delle Fate, e le sorgenti Franatara e Tornareccia. Le faggete di Cacciagrande e di valle Jancino, che compongono i cinque nuclei di faggete vetuste ricadenti in una superficie di oltre 1000 ettari inclusa tra i comuni di Opi, Lecce nei Marsi (Selva Moricento), Pescasseroli (Coppo del Principe e Coppo del Morto) e Villavallelonga (Val Cervara, nei pressi dell'Aceretta), sono in parte databili intorno ai 560 anni. Sono state riconosciute patrimonio dell'umanità, nel contesto delle foreste primordiali dei faggi dei Carpazi e di altre regioni d'Europa. Rappresentano il primo riconoscimento UNESCO della regione Abruzzo deciso a Cracovia il 7 luglio 2017. La faggeta della val Fondillo si è sviluppata su dolomia risalente al Giurassico inferiore (Lias inferiore).
La valle è popolata da animali protetti o a rischio di estinzione come l'orso bruno marsicano, il lupo appenninico, il camoscio d'Abruzzo e la salamandra pezzata. La vegetazione è caratterizzata oltre che dai faggi, da pini neri e da piante endemiche come l'Iris marsica e le orchidee scarpetta di Venere e Epipogio. Nei locali dell'ex segheria è ospitato il museo della foresta e dell'uomo, incentrato sul rapporto uomo-natura nell'area del parco nazionale. L'esposizione è stata inaugurata grazie all'ente gestore dell'area protetta e alla Soprintendenza archeologia, belle arti e paesaggio dell'Abruzzo.

## Storia
Tribù nomadi provenienti probabilmente dall'area prossima al lago Fucino hanno frequentato l'area del contemporaneo territorio opiano e dell'alta valle del Sangro. La grande necropoli localizzata all'imbocco della val Fondillo, databile tra il VII e V secolo a.C., attesta che le popolazioni divenute stanziali praticavano l'agricoltura e l'allevamento. Alcuni reperti sono esposti nella sezione archeologica del museo naturalistico del parco nazionale d'Abruzzo, Lazio e Molise a Pescasseroli. 
Presumibilmente chiamata Fontilli per via delle numerose sorgenti, l'area ha rappresentato in epoca preromana e romana un'importante via di comunicazione tra i popoli italici dei Marsi, dei Volsci e dei Sanniti-Pentri. Per lunghi secoli è stata una frequentata via tratturale praticata dai pastori abruzzesi che nei periodi più freddi raggiungevano la Capitanata oppure, attraversando il valico dell'Orso, la valle di Comino.
Le mutate condizioni socio-economiche verificatesi tra il XIX e l'inizio del XX secolo hanno relegato all'isolamento le aree dell'entroterra abruzzese e in particolare la zona altosangrina, facilitando al contempo la tutela dell'ambiente naturale e delle specie animali. La val Fondillo, unitamente alla Camosciara e alle aree montane del versante marsicano, essendo stata inclusa nella Riserva reale Alta Val di Sangro nel 1873, rappresenta il nucleo antesignano del parco nazionale d'Abruzzo, Lazio e Molise, ufficialmente istituito nel 1923. Nel 2017 le faggete vetuste della val Fondillo sono state riconosciute patrimonio mondiale dell'umanità dall'UNESCO.

## Cultura

### Cinema
In questa valle sono state girate alcune scene della commedia-drammatica Un mondo a parte di Riccardo Milani con Virginia Raffaele e Antonio Albanese.